# 창원예술학교
창원예술학교는 경상남도 창원시에 있는 공립 예술 교육 위탁 각종학교이다.

## 연혁
- 2018년 3월 1일 : 이전한 옛 구암중학교 자리에 개교[1]